# Tublatanka
Tublatanka ist eine slowakische Rockband, die 1982 von Maťo Ďurinda, Ďuro Černý und Pavol Horváth gegründet wurde.

## Werdegang
Die Band repräsentierte die Slowakei im Jahr 1994 beim Eurovision Song Contest und erreichte dort mit dem Lied Nekonečná pieseň Platz 19 von 25.

## Diskografie
Alben
- 1985: Tublatanka
- 1986: Skúsime to cez vesmír
- 1988: Žeravé znamenie osudu
- 1990: Nebo – peklo – raj
- 1992: Volanie divočiny
- 1993: Poďme bratia do Betlehema
- 1995: Znovuzrodenie
- 1996: Najväčšie hity No. 1 – Pravda víťazí
- 1998: Najväčšie hity No. 2 – Ja sa vrátim!
- 2001: Pánska jazda
- 2002: Láska útočí
- 2003: Zlatá Tublatanka 20 Rockov
- 2005: Patriot
- 2006: Gold
- 2006: Vianočný deň
- 2007: Poďme bratia do Betlehema + Vianočný deň (2 CD)
- 2010: Svet v ohrození
- 2023: Uprostred chaosu